# Club Atlético Defensores de Belgrano
Il Club Atlético Defensores de Belgrano, noto semplicemente come Defensores de Belgrano, è una società calcistica argentina di Buenos Aires con sede nel quartiere di Núñez. Milita nella Primera B Nacional, la seconda serie del calcio argentino.

## Palmarès

### Competizioni nazionali
- División Intermedia: 2

1914, 1917
- Primera B Nacional: 1

1967
- Primera Amateur: 2

1953, 1958
- Primera C Metropolitana: 2

1972, 1991-1992
- Primera B Metropolitana: 1

2000-2001

### Altri piazzamenti
- Primera B Metropolitana:

Terzo posto: 2015